# Tadeusz Grabowski (ekonomista)
Tadeusz Grabowski (ur. 1 listopada 1927 w Ostrowcu Świętokrzyskim, zm. 24 lipca 2008) – polski ekonomista, pułkownik WP, profesor nauk ekonomicznych.

## Życiorys
W 1944 żołnierz Armii Ludowej. Od 1945 w ludowym Wojsku Polskim. W 1951 roku ukończył studia w Szkole Partyjnej przy KC PZPR, a w 1953 roku w Akademii Wojskowo-Politycznej (od 1957 pod nazwą Wojskowej Akademii Politycznej im. Feliksa Dzierżyńskiego), z którą związał całą swoją służbę wojskową. W latach 1951–1953 wykładowca Katedry Ekonomii Politycznej Akademii Wojskowo-Politycznej, 1953–1957 zastępca komendanta akademii ds. naukowych i szkolenia, 1957–1965 wykładowca adiunkt, 1965–1972 docent, od 1972 profesor nadzwyczajny WAP, 1966–1977 kierownik Katedry Ekonomii Politycznej, 1966–1977 prodziekan Wydziału Ekonomiczno-Wojskowego, 1978–1990 komendant (dziekan) Wydziału Nauk Ekonomicznych. Doktorat uzyskał w 1961 roku, habilitację w 1965 roku, a tytuł profesora zwyczajnego otrzymał w 1982 roku. Na emeryturę odszedł z chwilą likwidacji WAP w 1990 roku.
Równolegle w 1959 roku ukończył studia na Wydziale Ekonomii Politycznej Uniwersytetu Warszawskiego. Członek Komitetu PAN ds. Badań nad Współczesnym Imperializmem i Jego Ideologią (1971–1974), członek Komitetu Nauk Politycznych PAN (1975–1977),  członek Komitetu Nauk Ekonomicznych PAN (od 1978 roku), członek Komisji Problematyki Wielostronnej Współpracy Naukowej Akademii Nauk Krajów Socjalistycznych Badania Współczesnego Kapitalizmu (od 1975 roku), członek Rady Nauk Społecznych MON (od 1985 roku).
Członek PPR (1944–1948) oraz PZPR (1948–1990).
Mieszkał w Warszawie. Był żonaty z Cecylią Supernat-Grabowską (1926-2014). Pochowany na Cmentarzu Wojskowym na Powązkach F II rząd 7 grób 17

## Odznaczenia i Wyróżnienia
- II nagroda (1966) i wyróżnienie (1970)  Polskiego Instytutu Spraw Międzynarodowych
- nagroda resortowa MON III stopnia (1966)
- nagroda resortowa MON II stopnia (1970)
- Złote Pióro Żołnierza Wolności za publicystykę z zakresu ekonomii i racjonalnego gospodarowania (1977)[2]
- Krzyż Oficerski Orderu Odrodzenia Polski
- Krzyż Kawalerski Orderu Odrodzenia Polski
- Srebrny Krzyż Zasługi
- Krzyż Walecznych
- Krzyż Partyzancki
- Medal 10-lecia Polski Ludowej
- Medal 40-lecia Polski Ludowej
- Medal Zwycięstwa i Wolności 1945
- Złoty Medal „Siły Zbrojne w Służbie Ojczyzny”
- Srebrny Medal „Siły Zbrojne w Służbie Ojczyzny”
- Brązowy Medal „Siły Zbrojne w Służbie Ojczyzny”
- Medal „Za udział w walkach o Berlin”
- Medal „Za udział w walkach w obronie władzy ludowej”
- Złoty Medal „Za zasługi dla obronności kraju”
- Srebrny Medal „Za zasługi dla obronności kraju”
- Brązowy Medal „Za zasługi dla obronności kraju”
- Medal im. Ludwika Waryńskiego (1987)[3]
- Medal Komisji Edukacji Narodowej
- Odznaka tytułu Zasłużony Nauczyciel PRL